# Schieß-Europameisterschaften Flinte 2018
Die 50. Schieß-Europameisterschaften Flinte 2018, fanden vom 30. Juli bis 13. August 2018 in Leobersdorf, Österreich für Flinten-Wettbewerbe statt. Es nahmen Athletinnen, Athleten, Juniorinnen und Junioren aus 34 Ländern teil.

## Ergebnisse

### Erwachsene

#### Männer
| Wettbewerb            | Gold                                                           | Gold | Silber                                                       | Silber | Bronze                                                    | Bronze |
| --------------------- | -------------------------------------------------------------- | ---- | ------------------------------------------------------------ | ------ | --------------------------------------------------------- | ------ |
| Skeet                 | Jesper Hansen                                                  | 55   | Erik Watndal                                                 | 52     | Alexandr Zemlin                                           | 42     |
| Skeet Mannschaft      | TschechienTomáš Nýdrle Miloš Slavíček Jakub Tomeček            | 56   | ItalienRiccardo Filippelli Gabriele Rossetti Giancarlo Tazza | 54     | RusslandAnton Astakhov Yaroslav Startsev Alexander Zemlin | 55     |
| Trap                  | Boštjan Maček                                                  | 46   | Anton Glasnović                                              | 44     | Anton Glasnović                                           | 35     |
| Trap Mannschaft       | ItalienEmanuele Buccolieri Mauro De Filippis Giovanni Pellielo | 66   | PortugalJoão Azevedo Armelim Rodrigues Jose Silva            | 56     | FrankreichAntonin Desert Sebastian Guerrero Dorian Oblet  | 60     |
| Doppeltrap            | Antonino Barillà                                               | 146  | Artiom Nekrasov                                              | 141    | Hubert Andrzej Olejnik                                    | 139    |
| Doppeltrap Mannschaft | ItalienAntonino Barillà Ignazio Tronca Alessandro Chianese     | 415  | RusslandArtem Nekrasov Wassili Mossin Alexander Furasyev     | 393    | ÖsterreichMichael Auer Armin Royda Christian Keimelmayr   | 299    |

#### Frauen
| Wettbewerb       | Gold                                                            | Gold | Silber                                                          | Silber | Bronze                                                     | Bronze |
| ---------------- | --------------------------------------------------------------- | ---- | --------------------------------------------------------------- | ------ | ---------------------------------------------------------- | ------ |
| Skeet            | Danka Barteková                                                 | 56   | Lucie Anastassiou                                               | 52     | Victoria Larsson                                           | 43     |
| Skeet Mannschaft | SlowakeiDanka Barteková Lucia Kopčanová Veronika Sýkorová       | 47   | DeutschlandVanessa Hauff Nadine Messerschmidt Katrin Wieslhuber | 45     | ItalienDiana Bacosi Chiara Cainero Katiuscia Spada         | 57     |
| Trap             | Mélanie Couzy                                                   | 41   | Kirsty Barr                                                     | 39     | Zuzana Rehák-Štefečeková                                   | 31     |
| Trap Mannschaft  | ItalienFederica Caporuscio Maria Lucia Palmitessa Jessica Rossi | 59   | DeutschlandSarah Bindrich Katrin Quooß Sonja Scheibl            | 50     | FinnlandNoora Antikainen Satu Mäkelä-Nummela Mopsi Veromaa | 61     |
| Doppeltrap       | Claudia De Luca                                                 | 131  | Zuzana Rehák-Štefečeková                                        | 119    | Sofia Maglio                                               | 114    |

#### Mixed
| Wettbewerb | Gold                                            | Gold | Silber                              | Silber | Bronze                                   | Bronze |
| ---------- | ----------------------------------------------- | ---- | ----------------------------------- | ------ | ---------------------------------------- | ------ |
| Skeet      | Lucie Anastassiou Anthony Terras                | 53   | Diana Bacosi Gabriele Rossetti      | 33     | Nadine Messerschmidt Sven Korte          | 44     |
| Trap       | Jessica Rossi Giovanni Pellielo                 | 47   | Zuzana Rehák-Štefečeková Erik Varga | 44     | Safiye Sarıtürk Temizdemir Oğuzhan Tüzün | 29     |
| Doppeltrap | Zuzana Rehák-Štefečeková Hubert Andrzej Olejnik | 67   | Claudia De Luca Antonino Barillà    | 63     | Sofia Maglio Ignazio Tronca              | 48     |

### Juniorinnen und Junioren

#### Junioren
| Wettbewerb       | Gold                                                    | Gold  | Silber                                                         | Silber | Bronze                                                       | Bronze  |
| ---------------- | ------------------------------------------------------- | ----- | -------------------------------------------------------------- | ------ | ------------------------------------------------------------ | ------- |
| Skeet            | Alessandro Calonaci                                     | 52    | KARLSEN Alexander                                              | 50     | Emil Kjelgaard Petersen                                      | 42      |
| Skeet Mannschaft | ItalienAlessandro Calonaci Matteo Chiti Elia Sdruccioli | 52 ER | TschechienRichard Klika Daniel Korcak Jaroslav Lang            | 50     | RusslandAndrei Danilenkov Matvei Davidovich Aleksandr Ivanov | 47      |
| Trap             | Murat Ilbilgi                                           | 38    | Clement Bourgue                                                | 37     | Fabio Beccari                                                | 27      |
| Trap Mannschaft  | FrankreichClement Bourgue Jason Picaud Nathan Thuillier | 63    | FinnlandTeemu Antero Ruutana Juho Johannes Maekelae Vili Kopra | 61     | DeutschlandJonas Bindrich Johannes Kulzer Jeremy Schulz      | 61 (57) |
| Doppeltrap       | Jacopo Dupre de Foresta                                 | 133   | Eraldo Apolloni                                                | 132    | Nicolo Liceti                                                | 126     |

#### Juniorinnen
| Wettbewerb       | Gold                                                     | Gold  | Silber                                                                                       | Silber | Bronze                                                       | Bronze      |
| ---------------- | -------------------------------------------------------- | ----- | -------------------------------------------------------------------------------------------- | ------ | ------------------------------------------------------------ | ----------- |
| Skeet            | Giada Longhi                                             | 49    | Anna Šindelářová                                                                             | 48     | Eva-Tamara Reichert                                          | 40          |
| Skeet Mannschaft | TschechienPavla Mrnova Anna Šindelářová Zuzana Zaoralová | 42 ER | RusslandSilja Batyrschina Elena Bukhonova Anna Zhadnova                                      | 40     | DeutschlandMaria Kalix Eva-Tamara Reichert Valentina Umhöfer | 37+6 (37+5) |
| Trap             | Erica Sessa                                              | 38    | Daria Semianova                                                                              | 37     | Rebecca Aimee Fergusson                                      | 29          |
| Trap Mannschaft  | ItalienGiulia Grassia Sofia Littame Erica Sessa          | 55 ER | Vereinigtes KönigreichAugusta Rose Campos-Martyn Rebecca Aimee Fergusson Lucy Charlotte Hall | 43     | DeutschlandJohanna Brandt Marie-Louis Meyer Kathrin Murche   | 47 (39)     |

#### Mixed
| Wettbewerb | Gold                          | Gold  | Silber                         | Silber | Bronze                         | Bronze |
| ---------- | ----------------------------- | ----- | ------------------------------ | ------ | ------------------------------ | ------ |
| Skeet      | Giada Longhi Elia Sdruccioli  | 52 ER | Anna Šindelářová Jaroslav Lang | 49     | Anna Zhadnova Aleksandr Ivanov | 40     |
| Trap       | Daria Semianova Dmitrii Isaev | 38    | Sofia Littame Matteo Marongiu  | 36     | Loemy Recasens Clement Bourgue | 26     |

## Medaillenspiegel
| Platz  | Land                   | Gold | Silber | Bronze | Gesamt |
| ------ | ---------------------- | ---- | ------ | ------ | ------ |
| 01     | Italien                | 12   | 5      | 3      | 20     |
| 02     | Tschechien             | 3    | 3      | 3      | 9      |
| 03     | Slowakei               | 3    | 2      | 2      | 7      |
| 03     | Frankreich             | 3    | 2      | 2      | 7      |
| 05     | Russland               | 2    | 4      | 5      | 11     |
| 06     | Dänemark               | 1    | 1      | 1      | 3      |
| 07     | Türkei                 | 1    | —      | 1      | 2      |
| 07     | Slowenien              | 1    | —      | —      | 1      |
| 09     | Deutschland            | —    | 3      | 5      | 8      |
| 10     | Vereinigtes Königreich | —    | 2      | 1      | 3      |
| 11     | Finnland               | —    | 1      | 1      | 2      |
| 12     | Norwegen               | —    | 1      | —      | 1      |
| 12     | Portugal               | —    | 1      | —      | 1      |
| 12     | Kroatien               | —    | 1      | —      | 1      |
| 15     | Schweden               | —    | —      | 1      | 1      |
| 15     | Österreich             | —    | —      | 1      | 1      |
| Gesamt | Gesamt                 | 26   | 26     | 26     | 78     |